# 新格鮑德宮

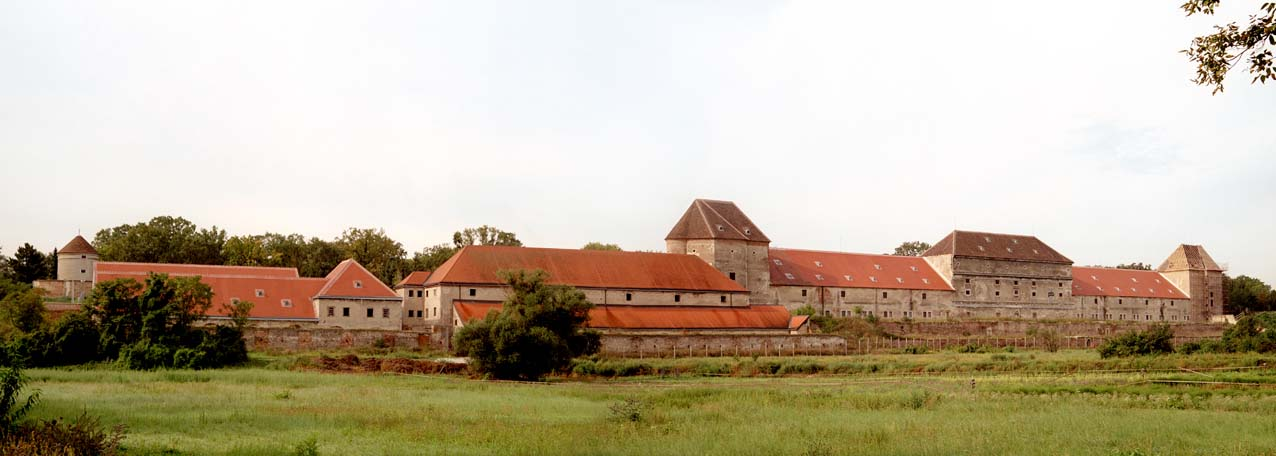
新格鮑德宮

新格鮑德宮（德語：Schloss Neugebäude）是一座位於奧地利首都維也納西梅林區的大型風格主義城堡建築群。這座宮殿由馬克西米利安二世修建於1569年，建在奧斯曼帝國維也納圍城時的營帳原址上。17世紀時，該建築被廢棄，一度成為廢墟。1970年代開始，建築得到部分重建。

## 外部連結
维基共享资源上的相關多媒體資源：新格鮑德宮
- www.schlossneugebaeude.at （页面存档备份，存于）

48°09′37″N 16°26′37″E / 48.16028°N 16.44361°E